# 瓊林一門三節坊
瓊林一門三節坊是中華民國福建省金門縣金湖鎮瓊林里的歷史建築，是金門僅存的三座貞節牌坊之一，為金門縣縣定古蹟。

## 歷史
瓊林一門三節坊是朝廷表彰清代瓊林蔡氏婆媳三人年輕守節的事蹟而建，蔡仲環妻子陳氏在丈夫過世後撫育幼子蔡芳桂、蔡尚聞和遺腹子蔡尚功長大成人，二子蔡尚聞妻陳氏二十一歲守寡，三子蔡尚功妻黃氏二十九歲守寡，三人勤儉持家，晚年家口達八十餘人，五代同堂，道光十一年（1831年）朝廷旌表三人並賜建牌坊。民國七年（1918年）9月1日，金門發生地震，繼而發生龍捲風，瓊林一門三節坊被吹倒。民國五十三年（1964年）金防部下令予以整修，時任金瓊鄉民政幹事蘇子雲與時任建設幹事蔡世強將倒塌的牌坊以水泥黏合加固重建。

## 建築
瓊林一門三節坊位於瓊林聚落西郊的古官道上，由花崗石和青斗石雕成，為一座四柱三間三層的格局，中央明間稍寬，兩側次間稍窄。中央明間內柱高於次間外柱，明間內柱櫨斗已不得見。牌坊的明間額坊兩端是龍首箍頭，正面中央雕有雙龍搶珠浮雕，陰面浮刻有雙鳳朝陽。額枋上方刻有年代及事蹟的橫額與花板均已遺失，只剩後世以水泥仿做之素面牆，青斗石雕橫額雙面陰刻「一門三節」字樣，坊簷是淺雕出瓦當及滴水形狀的整塊石板，簷上兩端是以水泥增補的螭吻，中間是仿火珠及一圈火焰圖樣，次間額坊花板雕有回睜麒麟。四根立柱上兩面各有二對楹聯，西南陽面刻有瓊林籍進士蔡廷蘭、李嘉卉的題聯，東北陰面有廣東水師提督軍門吳建勳、臺灣安平左營遊府郭揚聲的題聯。

## 維護
由於屢遭戰火、風災和地震，瓊林一門三節坊一度倒塌，重建時夾杆石已遺失，下半部分已被泥土埋沒中。牌坊的第三層和第二層出現損毀，部分雕飾脫落模糊，頂檐以上部分用水泥修護，已損壞的左次間，麒麟花板、護檐和檐頂的鴟尾均用水泥重塑。1988年中華民國内政部公告為第三級古蹟，1997年改金門縣縣定古蹟。

## 對聯
李嘉卉所題之邊聯：
- 正氣萃金閨兩世冰清光綽楔，徽音流彤管九重日出煥絲綸
  - 甲辰科鄉進士愚姪李嘉卉頓首拜[3]

蔡廷蘭所題之中聯：
- 殉壻易撫孤難不死為存一塊肉，寡姑貞孀媳潔未亡真見三完人
  - 賜進士出身江西南昌府即用縣知縣愚弟廷蘭頓首拜[3]

郭揚聲所題之邊聯：
- 苫席偕安一姑兩婦冰霜節，柏舟共矢萬苦千辛銕石心
  - 台灣安平左營遊府姻再姪郭揚聲頓首拜[3]

吳建勳所題之中聯：
- 松負雪柏含霜孤埴雙標同萬古，玉藏山珠在水前輝後映並千秋
  - 廣東水師提督軍門愚再姪吳建勳頓首拜[3]